# Северный пролив (море Лаптевых)
Се́верный проли́в — пролив на входе в Хатангский залив моря Лаптевых, отделяет остров Большой Бегичев (Якутия) от полуострова Таймыр (Красноярский край). По Северному проливу между мысами Сибирский и Опасный проходит граница моря Лаптевых.
Ширина пролива составляет 13 км, средние глубины — 31-32 м.